# Cinéma (chanson)
Pour les articles homonymes, voir Cinéma (homonymie).
Chansons représentant la Suisse au Concours Eurovision de la chanson
Trödler und Co
(1979) Io senza te
(1981)
Cinéma est la chanson représentant la Suisse au Concours Eurovision de la chanson 1980. Elle est interprétée par Paola di Medico.
La chanson rappelle l’enfance de la chanteuse, quand elle aimait le cinéma, les lumières et les héros du cinéma (tels que Peter Pan, Alice au pays des merveilles, Charlie Chaplin, Fred Astaire, Buster Keaton, Mickey Mouse et Walt Disney).
La chanson est la neuvième de la soirée, suivant Just nu! interprétée par Tomas Ledin pour la Suède et précédant Huilumies interprétée par Vesa-Matti Loiri pour la Finlande.
À la fin des votes, la chanson reçoit 104 points et prend la quatrième place sur dix-neuf participants.